# Blakea pilosa
Blakea pilosa är en tvåhjärtbladig växtart som beskrevs av Henry Allan Gleason. Blakea pilosa ingår i släktet Blakea och familjen Melastomataceae. Inga underarter finns listade i Catalogue of Life.